# Козма, Юлиус
Юлиус Козма (словац. Július Kozma; 1 июня 1929, Братислава — 26 ноября 2009) — словацкий, ранее чехословацкий, шахматист; международный мастер (1957).
Чемпион Чехословакии (1967). В составе команды ЧССР участник Олимпиад 1958 и 1960. Лучшие результаты в международных турнирах: Братислава (1957) — 1-е; Марианске-Лазне (1959) — 3-4-е; Краков (1959) — 3-5-е места.